# Bescoin

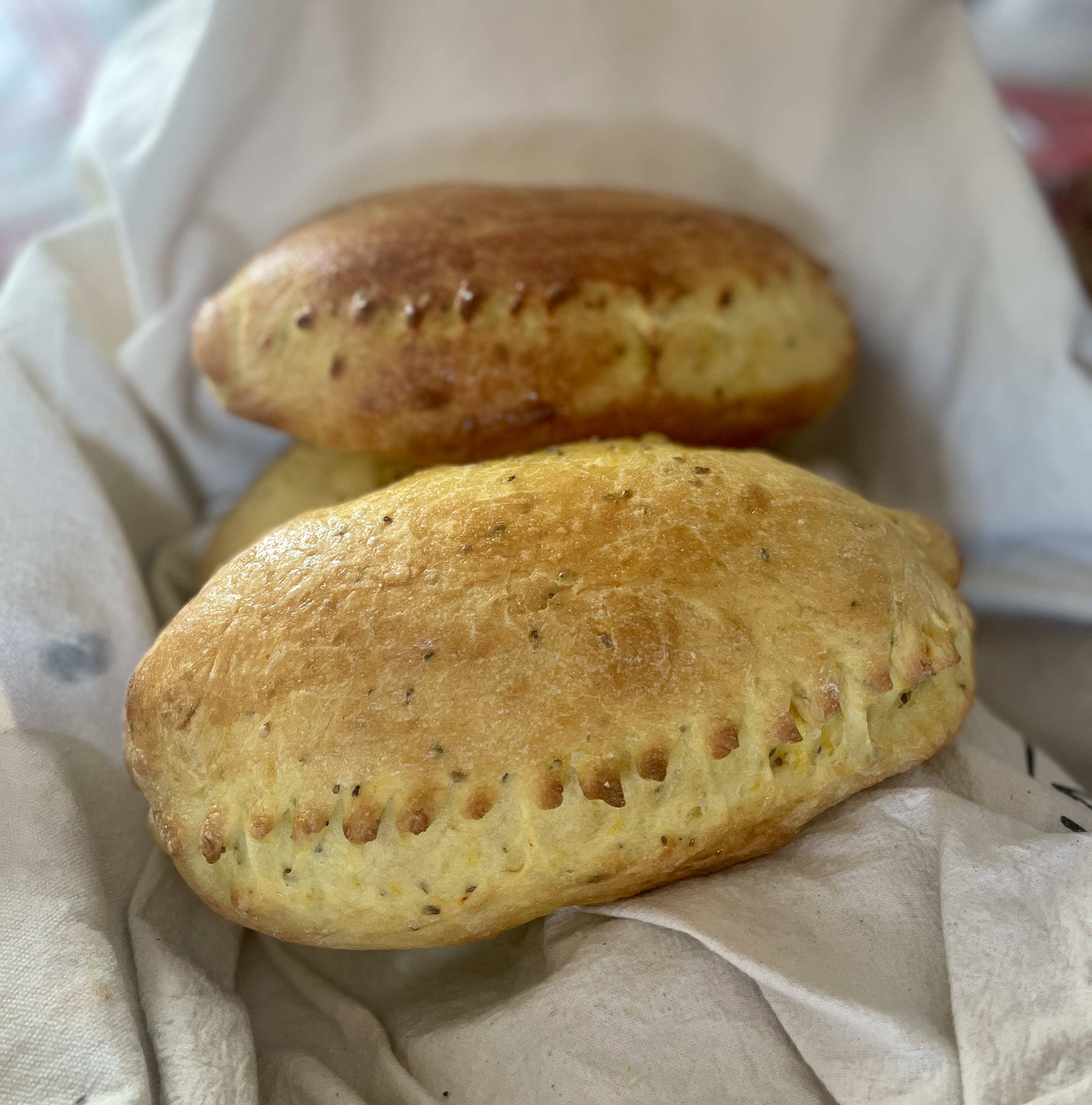

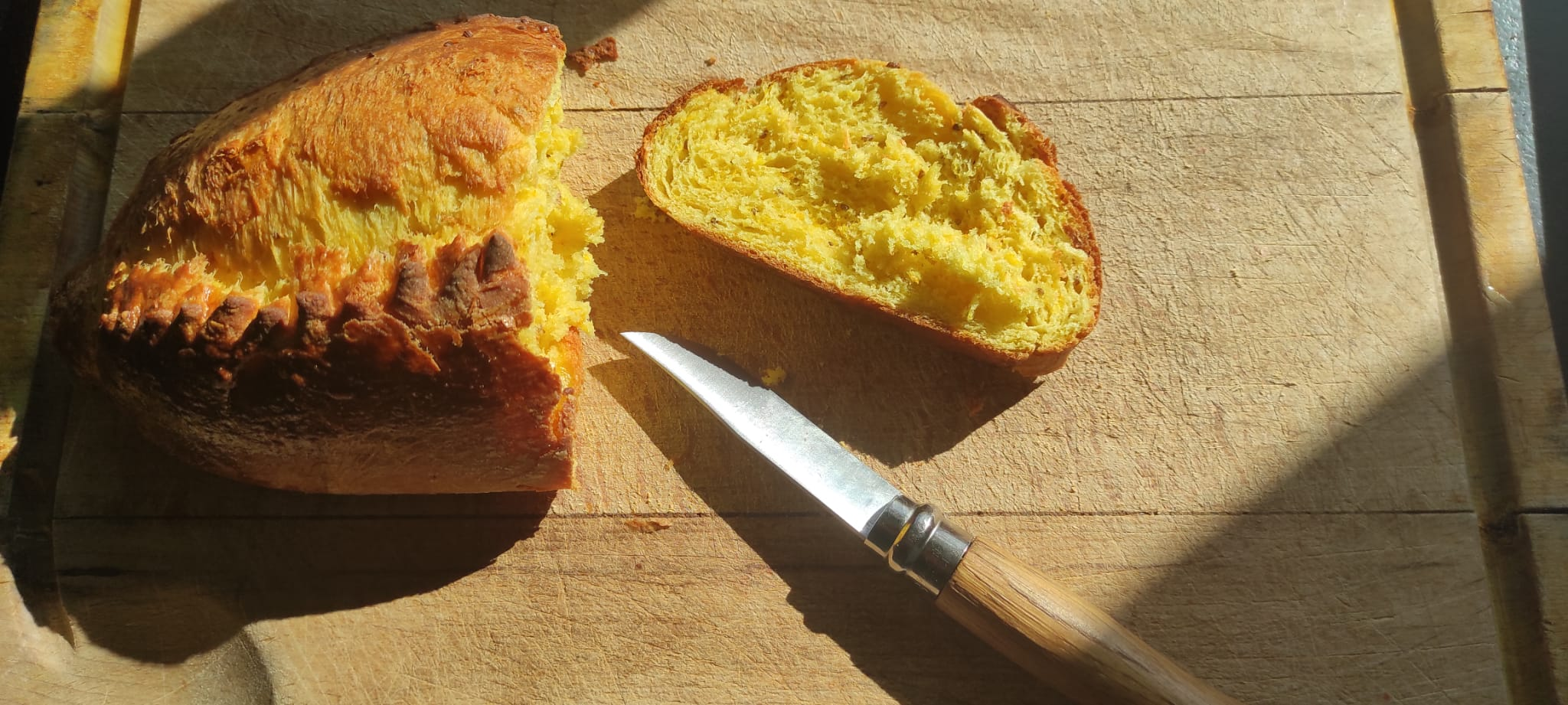

Le bescoin est une viennoiserie sous forme de brioche, d'origine Savoyarde, parfumée à l'anis et colorée de safran. Il est traditionnellement consommé en Haute-Savoie, à la mi-août, ou en janvier dans certaines communes.